# Kamila Rajdlová
Kamila Rajdlová, född 22 april 1978 i Liberec, är en tjeckisk längdåkare som har tävlat i världseliten sedan 1996. Rajdlová har deltagit i tre olympiska spel.